# Torneigs d'Apertura i Clausura
A partir de 1996, cada cop més lligues de futbol d'Amèrica Llatina divideixen la temporada futbolística en dues parts. Aquestes s'anomenen Torneig Apertura i Torneig Clausura (paraules en castellà pels termes obertura i tancament). A l'illa d'Haití s'anomenen Ouverture i Clôture, en francès. Cadascun d'aquests torneigs té el seu campió.
El torneig Apertura es disputa la primera meitat de l'any a Colòmbia, Panamà, Paraguai, Perú, mentre que es disputa a la segona meitat de l'any a Belize, Bolívia, Costa Rica, El Salvador, Guatemala, Hondures, Mèxic, Nicaragua, Uruguai, i Veneçuela.
El sistema s'havia implementat prèviament a l'Argentina, a partir de 1990, però el va abandonar el 2014. Encara abans, el 1967 i 1968, s'havia utilitzat al Brasil.
A la primera divisió de Xile hi havia tornejos indepedendents de Clausura i Apertura el 1997 i des de 2002 a 2009 i des de 2011 fins al 2017, cambiant pel calendari europeu des de les temporades 2013-2014 fins a la 2016-2017.
Des de 2006, la Sèrie A d'Equador va canviar el format d'Apertura i Clausura utilitzat el 2005 per un format de dues etapas. En la primera etapa juguen els 12 equipos tots contra tots dues vegades (anada i tornada), els guanyadors de les dues etapes juguen finals per decidir el campió de la temporada en partits d'anada i tornada.
A les lligues de Belize, Bolívia, Colòmbia, Costa Rica, El Salvador, Guatemala, Hondures, Mèxic, Panamà, Paraguai i Perú, cada secció de l'any constitueix un campionat nacional en si mateix, mentre que a les lligues de Nicaragua, Uruguai i Veneçuela, els campionats Apertura i Clausura són part del campionat nacional i els campions no són campions nacionals. Usualment, ambdós campions s'enfronten a final de temporada per decidir-ne el campió. El primer grup de lligues atorga dos campions per any, mentre que el segon només un.

## Descens
El combinat de les taules de les dues seccions determina les posicions de descens a la majoria dels campionats. En algunes lligues, hi ha partits d'anada i tornada entre els candidats al descens, o bé entre candidats al descens i a l'ascens.
Casos diferents constitueixen el colombià (on es diuen "Apertura" i "Finalización"), mexicà i paraguaià, en què s'elabora un sistema de mitjanes de la puntuació obtingut al llarg de les tres últimes temporades sobre el total de partits. A Mèxic l'últim de la taula percentual descendeix a la lliga d' Ascenso, malgrat comptar amb 18 clubs a Primera. Finalment, Colòmbia (20 a Primera) i Paraguai (12 clubs) estableixen el descens en forma directa dels dos equips amb pitjor mitjana per a ser reemplaçats a la temporada següent pels dos millors de la categoria inferior.